# Zalabér
Zalabér község Zala vármegyében, a Zalaszentgróti járásban. A település a vármegye északkeleti részén a Zala folyó kanyarulatában fekszik, lakóinak száma 786 fő. A nyolcszáz éves múltú, mezővárosi rangú település, központi elhelyezkedése miatt ma is a környék központja. A településen polgárőrség működik.

## Fekvése
A Zala folyó mentén található, Zalaegerszegtől 20 kilométerre északkeletre, Zalaszentgróttól 5 kilométerre északnyugatra.
A településen végighalad a Sümeg és Zalaegerszeg között húzódó 7328-as út; Zalaapáti, Zalacsány és Zalaszentgrót felől a 7352-es út vezet a településre, a 7361-es út pedig innen indulva, a 7328-asból kiágazva vezet Bérbaltaváron és Oszkón át egészen Vasvárig.
A község területén áthalad a Bajánsenye–Zalaegerszeg–Ukk–Boba-vasútvonal, melynek legközelebbi megállási pontja Zalabér-Batyk vasútállomás, a szomszédos Batyk területén.
Érdekesség, hogy a települést érintette volna az 1847-ben tervezett Sopron–Kőszeg–Szombathely–Rum–Zalaszentgrót–Nagykanizsa-vasútvonal. Állomása a mai Zalabér-Batyk vasútállomástól északnyugatra feküdt volna.

## Nevének eredete
Nevének első Zala tagja a Zala folyó közelségére, míg a Bér régi személynév volt.

## Története
A település és környéke az újkőkor óta lakott helynek számít; kelták, avarok, rómaiak is éltek itt egykor. A honfoglaláskor a falu és környéke a gyepűrendszerhez tartozott, később az 1100-as években a Türje nemzetség telepedett le itt.
Nevét az oklevelek 1247-ben említették először Byr alakban, később 1792-ben már mai nevén; Zalabér néven említették. 1254-ben Béri Posa birtoka volt. Valószínűleg az ő idejében épült a Nemestemetőben lévő gyűrű alakú kis földvár a Béri család gazdasági központjának védelmére.
1507-ben Béri István engedélyt kapott II. Ulászlótól arra, hogy itt "fából és kőből erődítményt emelhessen". 1553-ban a Béri család fiúágának kihalása után I. Ferdinánd magyar király Bér falut fele-fele részben adományként Nádasdy Tamásnak és Mérey Mihály királyi helytartónak adta.
1566-ban, a törökök megjelenésekor a nádor utasította a béri örökösöket a béri vár rendbehozatalára. Egy 1569-ben történt felméréskor Turco olasz hadmérnök már palánkkal, bástyákkal megerősített várat mért fel, egyben ez az egyetlen hiteles alaprajz Bér váráról. Többször tartanak a faluban megyegyűlést is. 1590-es években Bérben dolgozik Egerallyai László királyi adószedő, a vármegyei hadak kapitánya. A tizenöt éves háború idején a Zala-völgyében is állandósultak a harcok.
1600-ban Kanizsa török kézre került, Zala vármegye jelentős része meghódolt a töröknek. 1613-ban pedig az országgyűlés Bért végvárrá nyilvánította: a törvény értelmében a vár fenntartásáról, a kincstáron keresztül a vármegye volt köteles gondoskodni. 1617-ben újra Bérben ülésezett a vármegyei törvényszék. Bér várának védelmét az Ányos családra bízták. Az állandó török portyák miatt 1640-ben 20 főből állt a vár katonasága. 1644 Húsvétján a kanizsai törökök megkísérelték a vár elfoglalását, de kudarcot vallottak. Július 5-én egy nagyobb portyázó csapat próbálta meg a vár elfoglalását. A szentgróti felmentő sereg a béri templomnál súlyos harcok árán a Zalának szorítja a törököt. A várvédők kitörtek a várból, és nagy öldöklés közepette a török elmenekült. Az ütközetben 20 magyar katona esett el. A menekülő törökök felgyújtották a falut, egyúttal 5 férfit és 2 lányt még magukkal hurcoltak.
1690-ben Kanizsa és vele a Zala-völgye is felszabadult a török uralom alól. A várat elhagyták a katonák, köveit az 1720-as években a pakodi templom és a zalabéri Horváth kastély építéséhez használták fel.
A Rákóczi-szabadságharc alatt portyázó rác katonák néhány házat is felgyújtottak a falu határában. 1711-ben végleg megszűntek a csatározások, Zalabér lassan kiheverte a háborús károkat.
1692-ben egy per kapcsán készült irat a falut mint mezővárost említette, mezőváros is marad egészen 1870-ig.
1722-ben a Horváth család szerezte meg Zalabért és környékét. A horvátországi eredetű családból Horváth Ferenc Ányos Krisztinával való házassága révén szerezte meg Zalabért, majd 1729-ben felvette a Zalabéri előnevet is. Később utódai Zalabéri Horváthokként jelentős vármegyei posztokat töltenek be. Külsőbérben felépült az új kastély, a vár helyén pedig közút létesült. A Zala vízén újjáépülnek a régi malmok, elkészülnek az első állandó fahidak. 1720-tól iskola, 1771-től takács céh működik a faluban. A község földesurai 1796-ban barokk formában átépítik a falu templomát. Az 1830-as években rövid időre Zalabér a vármegye központja is volt. Horváth János 1832-ben első alispán, majd vármegyei követ volt, kinek zalabéri kastélyában sokat időzött Csány László és Deák Ferenc is, Horváth János Deák mellett a megyei ellenzék vezéralakja volt. Politikai szereplése sok pénzbe került, ezért 1848 elején adósságai miatt kénytelen volt eladni a zalabéri uradalmat. Birtokait a gróf Pejácsevich család sarja, gróf Pejácsevich Ferdinánd vette meg. Tőle a Dőry család kezébe került, majd előbb a Klein, utána a Guttmann család lett birtokosa.
Zalabér jelenlegi határai a 19. század közepére alakultak ki, területébe beolvadt a középkori Bozol falu is. 1913-ban eléri a község határát a vasút.

## Közélete

### Polgármesterei
- 1990–1994: Pler Zoltán (független)[5]
- 1994–1998: Gyulai László (független)[6]
- 1998–2002: Pler Zoltán Béla (független)[7]
- 2002–2006: Pler Zoltán Béla (független)[8]
- 2006–2010: Gérczei Ildikó Ibolya (független)[9]
- 2010–2014: Zsuppán József (független)[10]
- 2014–2019: Zsuppán József (független)[11]
- 2019–2024: Kozma Ferenc (független)[12]
- 2024– : Léber Attila (független)[1]

## Népesség
A település népességének változása:
| Lakosok száma | 705  | 713  | 704  | 729  | 687  | 707  | 706  |
|               | 2013 | 2014 | 2015 | 2021 | 2022 | 2023 | 2024 |

A 2011-es népszámlálás idején a nemzetiségi megoszlás a következő volt: magyar 93,3%, cigány 6,13%. A lakosok 71,4%-a római katolikusnak, 0,8% reformátusnak, 1,79% evangélikusnak, 4,8% felekezeten kívülinek vallotta magát (19,9% nem nyilatkozott).
2022-ben a lakosság 89,4%-a vallotta magát magyarnak, 4,1% cigánynak, 3,3% németnek, 0,4% szerbnek, 0,3% románnak, 0,1-0,1% horvátnak, örménynek, bolgárnak és ruszinnak, 3,3% egyéb, nem hazai nemzetiségűnek (8,4% nem nyilatkozott; a kettős identitások miatt a végösszeg nagyobb lehet 100%-nál). Vallásuk szerint 50,8% volt római katolikus, 1,5% evangélikus, 1,2% református, 0,4% ortodox, 0,3% görög katolikus, 0,4% egyéb keresztény, 1,2% egyéb katolikus, 8,6% felekezeten kívüli (35,7% nem válaszolt).

## Nevezetességei
- Temploma műemlék jellegű, kriptájában nemesi család nyugszik.
- A települést övező szőlőhegyen a Szent Antal kápolnánál minden év júniusában búcsú van, mely évről évre egyre több távolabbról érkező érdeklődőt vonz.

## Híres emberek
- Itt született 1788-ban zalabéri Horváth János (1788-1853) Zala vármegye alispánja, országgyűlési követe, királyi kamarás, nagybirtokos. Zalában a szabadelvű reformkori eszmék egyik legfontosabb előharcosa.
- Itt született 1887. október 10-én Huszti József klasszika-filológus, egyetemi tanár, MTA-tag

## Külső hivatkozások
- Sorok János: Zalabér története
- Zalabér az utazom.com honlapján
- zalaber.hu